# St. Wendelinus (Zellhausen)

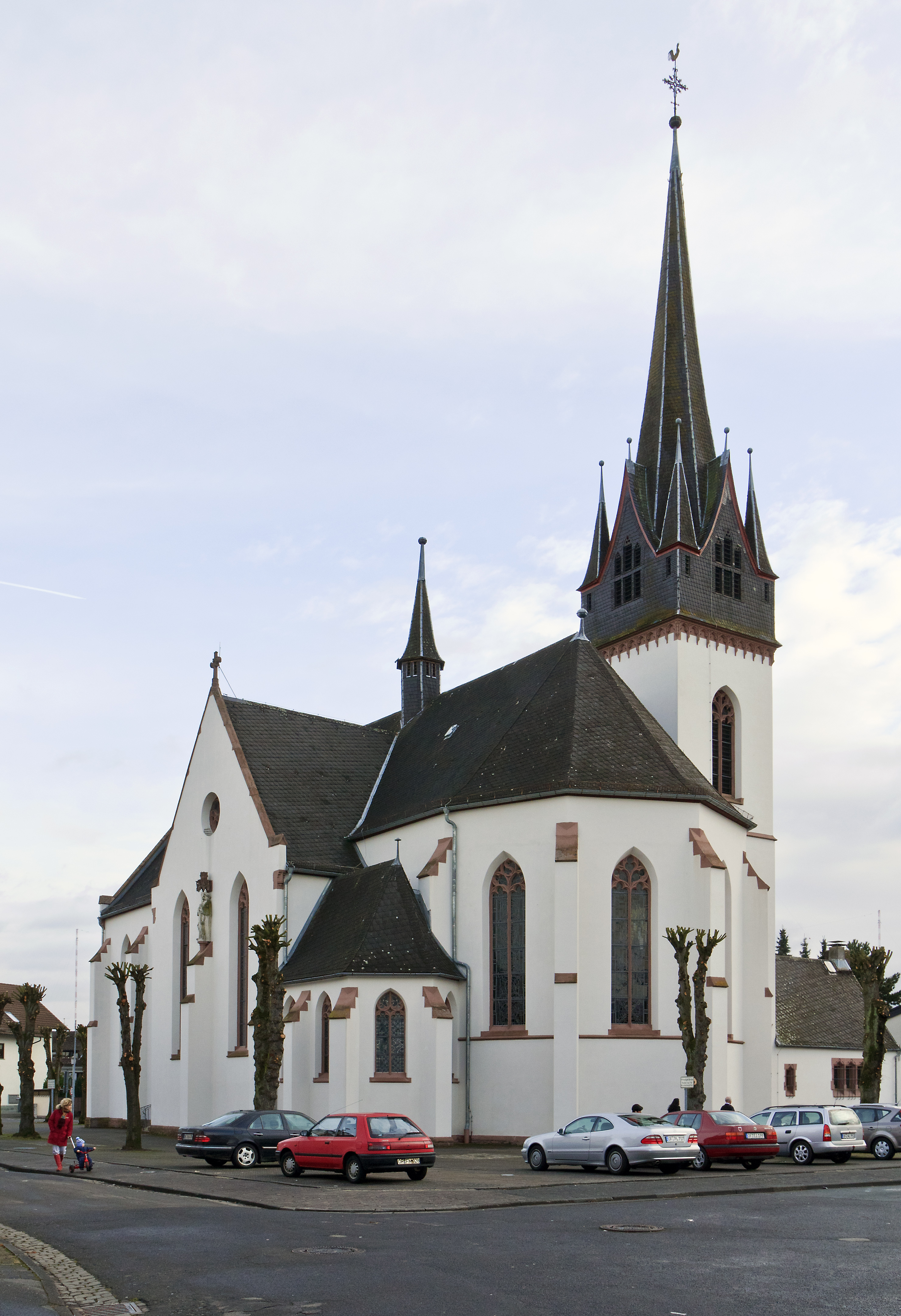
Pfarrkirche in Zellhausen

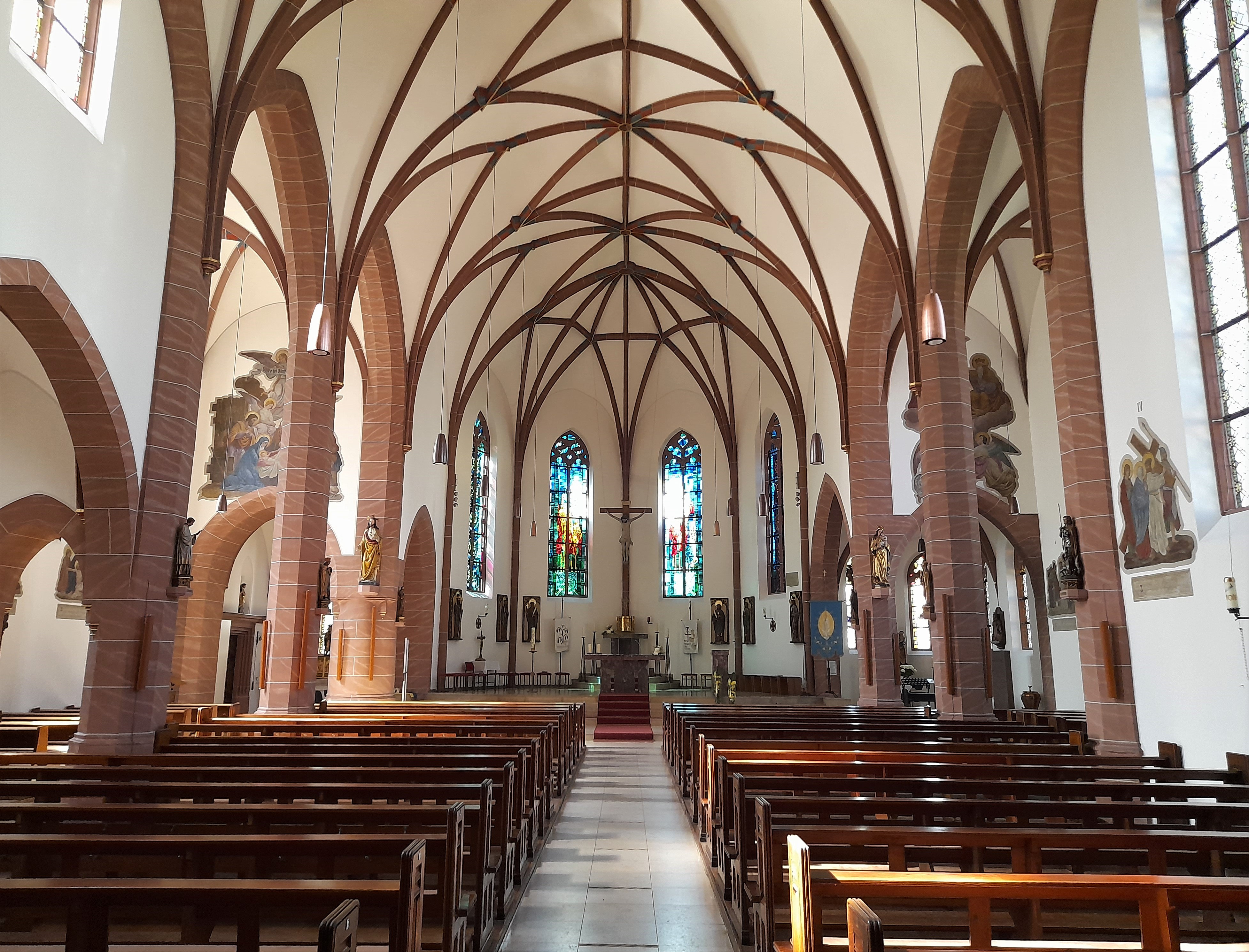
Innenraum der Kirche

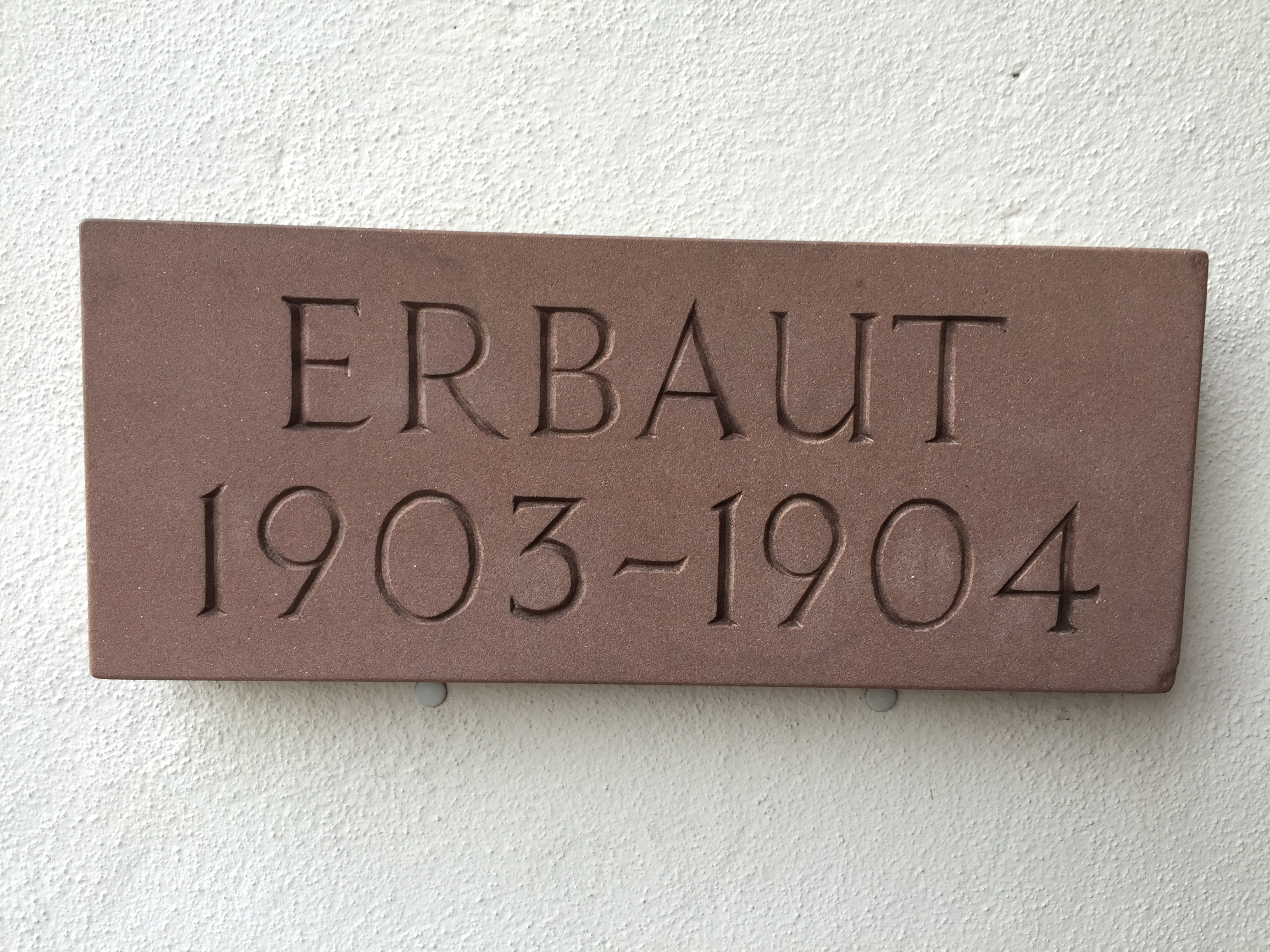
Gedenkstein des Baujahres am nördlichen Seiteneingang

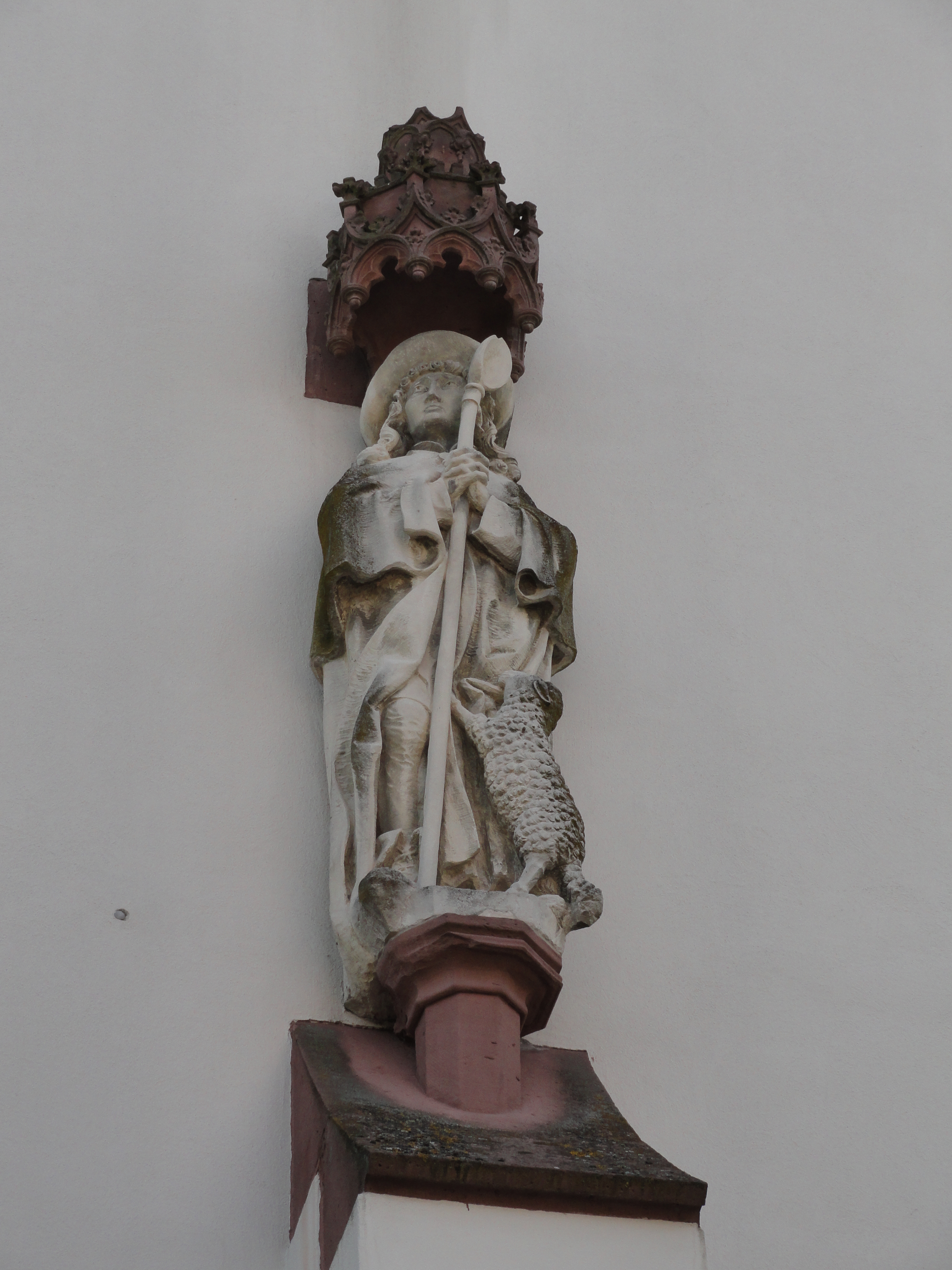
Hl. Wendelin an der südlichen Außenwand

Die römisch-katholische Pfarrkirche St. Wendelinus in Zellhausen ist dem heiligen Wendelinus geweiht. Die Pfarrei gehört zum Pastoralraum Mainbogen der Region Mainlinie im Bistum Mainz.

## Geschichte
Erst im Jahre 1874 wurde Zellhausen zur eigenständigen Pfarrei erhoben, nachdem schon zwei Jahre vorher eine eigene Pfarrkuratie eingerichtet worden war. Bis dahin war Zellhausen über Jahrhunderte hinweg eine Filialkirche der Pfarrei Seligenstadt – neben Klein-Welzheim und Froschhausen –, die noch bis 1803 der Benediktiner-Abtei in Seligenstadt inkorporiert war.
Nachdem die alte Kirche von 1783 zu klein geworden war, „beschloss man 1902, ein neues Gotteshaus zu bauen. Baubeginn war 1903. Durch die tatkräftige Mithilfe der Zellhäuser und den Einsatz und das organisatorische Geschick Pfarrer Keilmanns gelang es, in Rekordzeit und zu einem sehr günstigen Preis von rund 85.000 Mark die uns heute bekannte Pfarrkirche im Jahr 1904 fertigzustellen.“
Die neue Kirche entstand im neugotischen Stil nach dem Vorbild der St.-Markus-Kirche in Altenmittlau in der preußischen Provinz Hessen-Nassau.

## Orgel
Nachdem am 17. Oktober 1904 in Zellhausen die neue Pfarrkirche St. Wendelinus eingeweiht werden konnte, erfolgte im darauffolgenden Jahr 1905 durch den Orgelbauer Martin J. Schlimbach (1841–1914) aus Würzburg der Einbau einer neuen Orgel mit 19 Registern auf zwei Manualen und Pedal. Nach einem Umbau in den 1970er Jahren beauftragte im Jahr 2007 die Pfarrgemeinde die Orgelbaufirma Hardt mit einer Reinigung und technischen Instandsetzung sowie der Rekonstruktion der Prospektpfeifen und des Cornett IV (HW). Frühere Umbauten einiger Register konnten allerdings nicht rückgängig gemacht werden:
- im HW befand sich an der Stelle der Octave 2′ im Original eine Gambe 8′
- im OW befand sich an der Stelle der Octave 2′ im Original ein Dolce 8′
- im PW befand sich an der Stelle der Octave 4′ im Original Flötenbass 16′

Im Anschluss an die sog. Orgelbewegung und in Anlehnung an deren Ideale entsprachen diese klanglichen Aufhellungen dem typischen Zeitgeschmack.
| I Hauptwerk C–f3 |            |     |
| 1.               | Bordun     | 16′ |
| 2.               | Principal  | 8′  |
| 3.               | Hohlflöte  | 8′  |
| 4.               | Gedeckt    | 8′  |
| 5.               | Aeoline    | 8′  |
| 6.               | Octave     | 4′  |
| 7.               | Rohrflöte  | 4′  |
| 8.               | Octave     | 2′  |
| 9.               | Mixtur IV  |     |
| 10.              | Cornett IV |     |

| II Unterwerk C–f3 |                  |    |
| 11.               | Flötenprincipal  | 8′ |
| 12.               | Lieblich Gedeckt | 8′ |
| 13.               | Salicional       | 8′ |
| 14.               | Flauto dolce     | 4′ |
| 15.               | Octave           | 2′ |

| Pedalwerk C–d1 |         |     |
| 16.            | Violon  | 16′ |
| 17.            | Subbass | 16′ |
| 18.            | Cello   | 8′  |
| 19.            | Octave  | 4′  |

- Koppeln: II/I, I/P, II/P
- Tutti (Tritt)

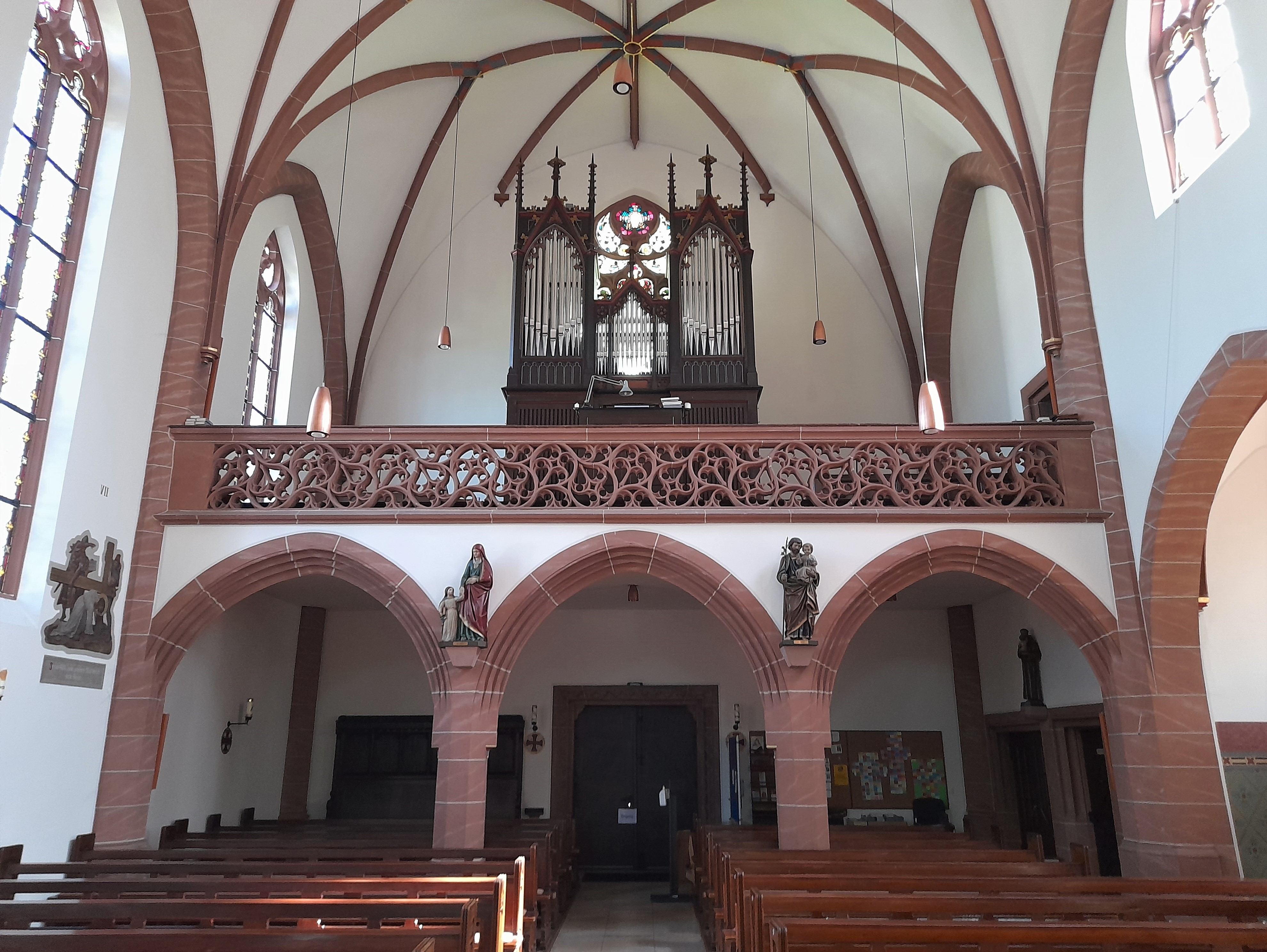
Orgel von M. Schlimbach in Zellhausen
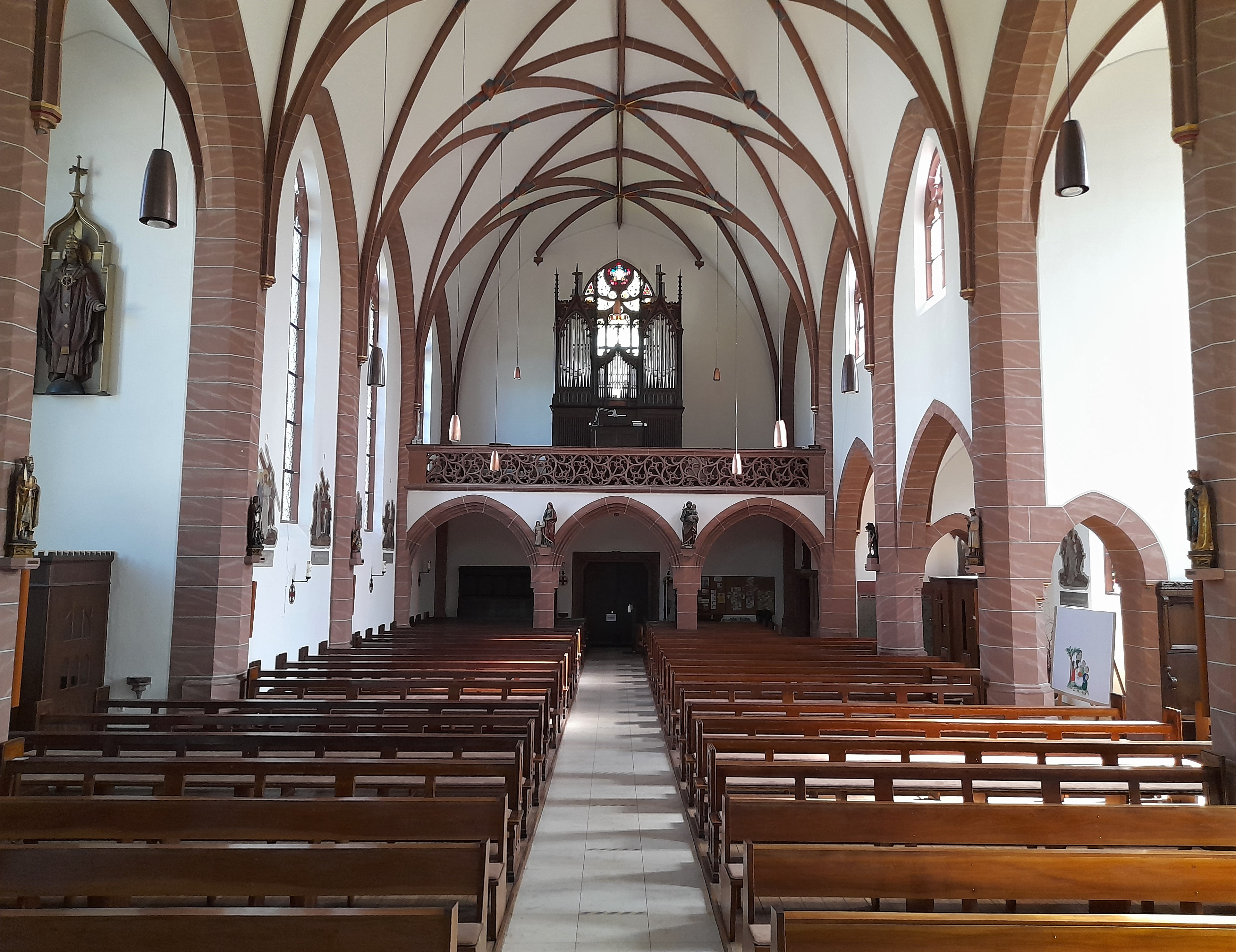
Schlimbach-Orgel von 1905
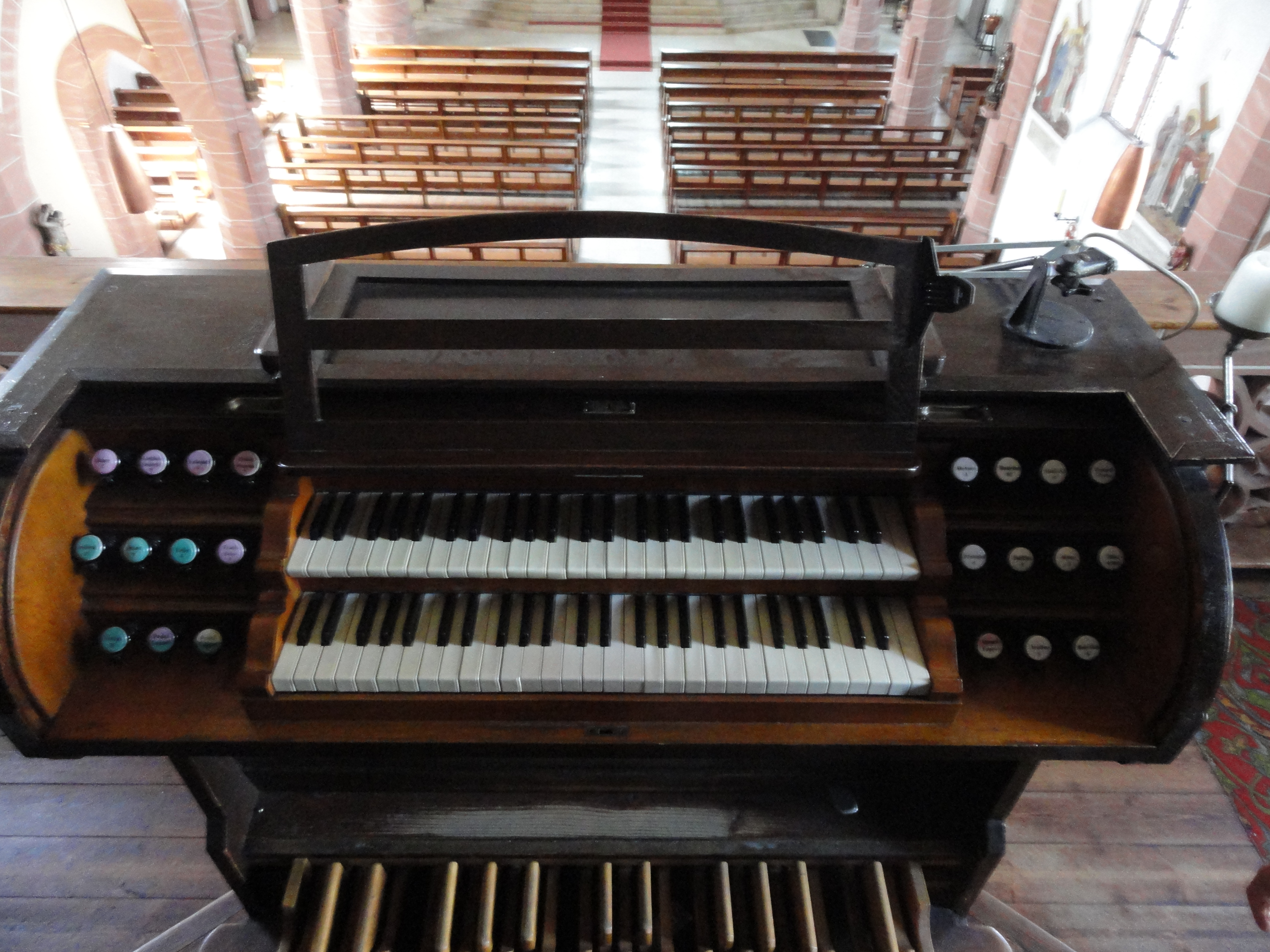
Spieltisch der Schlimbach-Orgel
- Stephan Wenzel improvisiert ein Jeux de flûtes an der M. Schlimbach-Orgel von 1905

## Glocken
Das Geläute der neuen Pfarrkirche besteht aus vier Glocken.
| Nr. | Name          | Ton |
| --- | ------------- | --- |
| 1   | Maria         | e   |
| 2   | Josef         | fis |
| 3   | Wendelin      | gis |
| 4   | Messglöckchen | e   |

Außer der Marineglocke wurden zwecks der Herstellung von Munition im Ersten Weltkrieg die Glocken eingeschmolzen und konnten erst 1924 wieder nachgegossen werden.